# يوليا
يوليا (بالإنجليزية: Yulia MacLean)‏ هي مغنية ومغنية أوبرا نيوزيلندية، ولدت في 13 يناير 1986 في فولغوغراد في روسيا.